# Liste der Baudenkmale in Oderberg
In der Liste der Baudenkmale in Oderberg sind alle Baudenkmale der brandenburgischen Stadt Oderberg und ihrer Ortsteile aufgelistet. Grundlage ist die Veröffentlichung der Landesdenkmalliste mit dem Stand vom 31. Dezember 2020. Die Bodendenkmale sind in der Liste der Bodendenkmale in Oderberg aufgeführt.

## Baudenkmale nach Ortsteilen
In den Spalten befinden sich folgende Informationen:
- ID-Nr.: Die Nummer wird vom Brandenburgischen Landesamt für Denkmalpflege vergeben. Ein Link hinter der Nummer führt zum Eintrag über das Denkmal in der Denkmaldatenbank. In dieser Spalte kann sich zusätzlich das Wort Wikidata befinden, der entsprechende Link führt zu Angaben zu diesem Denkmal bei Wikidata.
- Lage: die Adresse des Denkmales und die geographischen Koordinaten. Link zu einem Kartenansichtstool, um Koordinaten zu setzen. In der Kartenansicht sind Denkmale ohne Koordinaten mit einem roten beziehungsweise orangen Marker dargestellt und können in der Karte gesetzt werden. Denkmale ohne Bild sind mit einem blauen bzw. roten Marker gekennzeichnet, Denkmale mit Bild mit einem grünen beziehungsweise orangen Marker.
- Bezeichnung: Bezeichnung in den offiziellen Listen des Brandenburgischen Landesamtes für Denkmalpflege. Ein Link hinter der Bezeichnung führt zum Wikipedia-Artikel über das Denkmal.
- Beschreibung: die Beschreibung des Denkmales
- Bild: ein Bild des Denkmales und gegebenenfalls einen Link zu weiteren Fotos des Baudenkmals im Medienarchiv Wikimedia Commons

### Neuendorf
| ID-Nr.   | Lage                | Bezeichnung      | Beschreibung | Bild     |
| -------- | ------------------- | ---------------- | --- | -------- |
| 09175287 | (Lage)              | Kirche           | Die evangelische Kirche wurde in der zweiten Hälfte des 13. Jahrhunderts als frühgotische Feldsteinkirche erbaut. Der Westturm wurde im 14. Jahrhundert hinzugefügt. Die Ausstattung im Inneren ist im Wesentlichen aus dem Jahr 1615. Der Kanzelaltar ist zweigeschossig und aus Holz. In der Kirche befinden sich drei Grabsteine aus den Jahren 1623, 1736 und 1780. | Kirche   |
| 09175288 | Neuendorf 6 (Lage)  | Amtshaus         | Das ehemalige Amtshaus ist ein zweigeschossiges Haus mit einem Walmdach. | Amtshaus |
| 09175450 | Neuendorf 12 (Lage) | Gutsarbeiterhaus | | BW       |

### Oderberg
| ID-Nr.                           | Lage                                                         | Bezeichnung | Beschreibung | Bild |
| -------------------------------- | ------------------------------------------------------------ | --- | --- | --- |
| 09175269 Wikidata                | (Lage)                                                       | Kirche | Die evangelische Kirche wurde von 1853 bis 1855 von Stüler erbaut. Die Ausstattung im Inneren ist neugotisch.                                                                 | weitere Bilder |
| 09175282                         | (Lage)                                                       | Burgruine „Bärenkasten“ | Die Festung wurde in der zweiten Hälfte des 14. Jahrhunderts auf dem Oderwerder südlich der Stadt Oderberg zum Schutz des Oderüberganges errichtet.                           | Burgruine „Bärenkasten“ |
| 09175284                         | (Lage)                                                       | Jüdischer Friedhof | Der 1153 m² Friedhof liegt oben am steil abfallenden Südhang zur Oder. Es sind aus dem Zeitraum von 1848 bis 1933 knapp 40 Grabsteine, teilweise nur als Fragmente, erhalten. | Jüdischer Friedhof |
| 09175283                         | (Lage)                                                       | Grenzstein Ewaldshügel, zwischen Chorin und Oderberg                                                                                    | | BW |
| 09175622                         | (Lage)                                                       | Eisenbahnbrücke über die Alte Oder | | Eisenbahnbrücke über die Alte Oder |
| 09175627                         | (Lage)                                                       | Stabbogenbrücke über die Alte Oder | | Stabbogenbrücke über die Alte Oder |
| 09175270                         | Am Friedenshain (Lage)                                       | Sport- und Mehrzweckhalle | | Sport- und Mehrzweckhalle |
| 09175286                         | Angermünder Straße, Berliner Straße, Markt, Oberkietz (Lage) | Stadtkern | | Stadtkern |
| 09175271                         | Angermünder Straße 8 (Lage)                                  | Wohnhaus | | Wohnhaus |
| 09176355                         | Angermünder Straße 11 (Lage)                                 | Hofanlage mit Wohnhaus, Brauhaus, Malzdarre und Eiskeller sowie Viehstall, Pferdestall und Remise, Hofpflasterung und Einfriedungsmauer | | Hofanlage mit Wohnhaus, Brauhaus, Malzdarre und Eiskeller sowie Viehstall, Pferdestall und Remise, Hofpflasterung und Einfriedungsmauer |
| 09176356 Teilobjekt zu: 09176355 | Angermünder Straße 11 ()                                     | Wohnhaus | | ein Bild hochladen |
| 09176357 Teilobjekt zu: 09176355 | Angermünder Straße 11 ()                                     | Brauhaus | | ein Bild hochladen |
| 09176358 Teilobjekt zu: 09176355 | Angermünder Straße 11 ()                                     | Malzdarre | | ein Bild hochladen |
| 09176359 Teilobjekt zu: 09176355 | Angermünder Straße 11 ()                                     | Eiskeller | | ein Bild hochladen |
| 09176360 Teilobjekt zu: 09176355 | Angermünder Straße 11 ()                                     | Stall | | ein Bild hochladen |
| 09176361 Teilobjekt zu: 09176355 | Angermünder Straße 11 ()                                     | Pferdestall | Der Pferdestall befindet sich auf der nördlichen Hofseite. | ein Bild hochladen |
| 09176362 Teilobjekt zu: 09176355 | Angermünder Straße 11 ()                                     | Remise | Die Remise schließt im Osten an den Pferdestall an. | ein Bild hochladen |
| 09175438                         | Angermünder Straße 15 (Lage)                                 | Wohnhaus | | Wohnhaus |
| 09175272                         | Angermünder Straße 17 (Lage)                                 | Wohnhaus | | Wohnhaus |
| 09175273                         | Angermünder Straße 19 (Lage)                                 | Wohnhaus | | Wohnhaus |
| 09175274                         | Angermünder Straße 23 (Lage)                                 | Wohnhaus | | Wohnhaus |
| 09175275                         | Berliner Straße 18 (Lage)                                    | Wohnhaus | | Wohnhaus |
| 09175999                         | Berliner Straße 20 (Lage)                                    | Wohnhaus | | Wohnhaus |
| 09176331                         | Berliner Straße 22 (Lage)                                    | Wohnhaus und zwei Wirtschaftsgebäude | | Wohnhaus und zwei Wirtschaftsgebäude |
| 09175276                         | Berliner Straße 25 (Lage)                                    | Wohnhaus | | Wohnhaus |
| 09175277                         | Berliner Straße 50 (Lage)                                    | Wohnhaus | | weitere Bilder |
| 09175278                         | Berliner Straße 57 (Lage)                                    | Wohnhaus | | Wohnhaus |
| 09175279                         | Berliner Straße 58 (Lage)                                    | Wohnhaus | | Wohnhaus |
| 09176353                         | Berliner Straße 74 (Lage)                                    | Wohnhaus | | Wohnhaus |
| 09175126                         | Eberswalder Chaussee 18 (Lage)                               | Villenanlage „Oderblick“ mit Villa, Pförtnerhaus, Grundstückseinfriedung, Zufahrt und Treppenanlage am rückwärtigen Hang                | | weitere Bilder |
| 09176339                         | Freienwalder Straße 6, 7, 8, Festung (Lage)                  | Bauten der Augusta-Sägemühle: Fabrikantenvilla, Stallgebäude, zwei Werkswohnhäuser sowie Pflasterweg                                    | | BW |
| 09175285                         | Hermann-Seidel-Straße (Lage)                                 | Raddampfer „Riesa“, am Südufer der Alten Oder                                                                                           | Der Raddampfer Riesa ist Teil des Binnenschifffahrtsmuseum in Oderberg. Er liegt direkt an der Brücke über die Alte Oder.                                                     | Raddampfer „Riesa“, am Südufer der Alten Oder                                                                                           |
| 09175623                         | Hermann-Seidel-Straße (Lage)                                 | Trafostation | | Trafostation |
| 09175280                         | Oberkietz 28 (Lage)                                          | Wohnhaus | Das Marowski-Haus ist das älteste Haus in Oderberg. | Wohnhaus |
| 09175281                         | Oberkietz 29 (Lage)                                          | Wohnhaus | | Wohnhaus |
| 09175859                         | Wolffs Mühle 1 (Lage)                                        | Hofanlage „Wolffs Mühle“ mit Wohnhaus, Erdkeller, Scheune, Stallgebäude, Teilen der Hofeinfriedung, Getreidespeicher und Mühlsteinen    | | BW |